# 里奇蘭鎮區 (密蘇里州歐扎克縣)
里奇蘭鎮區（英語：Richland Township）是位於美國密蘇里州歐扎克縣的一個行政鎮區。

## 地方資料
里奇蘭鎮區的面積為176.77平方千米，當中陸地面積為175.95平方千米，而水域面積為0.82平方千米。根據2020年美國人口普查的數據，當地共有人口740人，而人口密度為每平方千米4.19人。